# Église Saint-Clair d'Hescamps
L'église Saint-Cair d'Hescamps est située sur le territoire de la commune d'Hescamps, dans le sud-ouest du département de la Somme.

## Historique et caractéristiques
L'église d'Hescamps a été édifiée en grande partie au XVIe siècle, à l'exception du collatéral nord, en brique et pierre, plus récent.
La nef et le chœur sont éclairés par de belles croisées à remplages flamboyants .
Cette église a bénéficié en 2016 d'une réfection à neuf de sa toiture.

### Extérieur
L'église a été construite en craie selon un plan basilical traditionnel. On accède à l'intérieur par un porche situé sous la tour-clocher qui a un toit en flèche recouvert d'ardoise. Le portail en anse de panier est l'élément le plus remarquable de l'édifice : son encadrement sculpté de guirlande de fleurs avec en son centre une tête sculptée. Cet arc s'inscrit dans un arc plus élevé et plus profond qui le surmonte. Ce type de portail est très rare en Picardie, le décor Renaissance s'affranchit ici de la décoration gothique.
Le chevet se compose d'une abside à cinq pans renforcée par des contreforts dont les niches à mi-hauteur sont surmontées de pinacles.

### Intérieur
Le chœur a perdu ses voûtes ou ne les a jamais reçues car on voit la naissance des ogives et des formerets.
Dans une niche du mur sud de la nef, prend place une petite Mise au tombeau, en bois polychrome.
Sont représentés autour du Christ : Joseph d'Arimathie, Nicodème, Un personnage chauve et barbu (Simon de Cyrène ?), l'apôtre Jean barbu, la Vierge Marie, et agenouillée, Marie-Madeleine.
Cette Mise au tombeau du XVIe siècle proviendrait d'un retable aujourd'hui disparu.